# المحرق (بني الضاحتين)

تعديل مصدري - تعديل

المحرق محلة تابعة لقرية الجمل، التابعة لعزلة بني الضاحتين بمديرية حبيش إحدى مديريات محافظة إب في الجمهورية اليمنية، بلغ تعداد سكانها 59 حسب تعداد اليمن لعام 2004.